# Председатель правительства Наварры
Председатель правительства Наварры (баск. Nafarroako Gobernuko lehendakaria) — политическая и институциональная должность Автономного сообщества Наварра, Испания. Это один из трех институтов этого сообщества вместе с правительством Наварры и парламентом Наварры . Его правовое регулирование включено в Органический закон 13/1982от 10 августа о реинтеграции и совершенствовании формального режима Наварры, который обновляет самоуправление сообщества под защитой Конституции Испании 1978 года, которая поручает это максимальное представительство Форального сообщества Наварры.

## Полномочия
Его полномочия включены в главу IV раздела I Органического закона 13/1982 об улучшении юрисдикции Наварры, который в своих статьях 29 и 30 определяет пост президента Форального сообщества Наварры как институт, обладающий высшим представительством Сообщество Форал и обычное государство в Наварре. Аналогичным образом, с административной точки зрения президент Форального сообщества Наварры является главой автономного правительства и отвечает за назначение и увольнение вице-президентов и советников правительства Наварры, а также, при необходимости, распустить парламент Наварры и назначить новые выборы.
Его избрание соответствует парламенту Наварры и его назначению королем. Согласно «Улучшению юрисдикции», пост президента Форального сообщества Наварры обязательно должен быть парламентом, избранным на автономных выборах в Наварре.